# Новий Двур (Ґрудзьондзький повіт)
Новий Двур (пол. Nowy Dwór) — село в Польщі, у гміні Радзинь-Хелмінський Ґрудзьондзького повіту Куявсько-Поморського воєводства.
Населення — 133 особи (2011).
У 1975-1998 роках село належало до Торунського воєводства.

## Демографія
Демографічна структура станом на 31 березня 2011 року:
|          | Загалом | Допрацездатний вік | Працездатний вік | Постпрацездатний вік |
| -------- | ------- | ------------------ | ---------------- | -------------------- |
| Чоловіки | 71      | 21                 | 48               | 2                    |
| Жінки    | 62      | 14                 | 37               | 11                   |
| Разом    | 133     | 35                 | 85               | 13                   |